# Прикордонна служба Польщі
Прикордонна служба Польщі (пол. Straż Graniczna, скорочення SG) — правоохоронний орган, завданням якого є охорона державного кордону Польщі. Вона також існувала під час Другої польської республіки в 1928—1939 роках і була відновлена в 1991 році. За часів Польської Народної Республіки кордон охороняли Прикордонні війська ПНР (пол. Wojska Ochrony Pogranicza). Прикордонна служба охороняє 3511 км кордону, на якому знаходяться 70 пропускних пунктів: 18 пунктів в аеропортах, 19 автомобільних, 14 залізничних, 1 річковий та 18 морських. Прикордонна служба має три прикордонні академії в містах Кошалін, Кентшин та Любань. Оскільки Польща є учасником Шенгенської угоди, Прикордонна служба Польщі є частиною Європейського агентства з охорони кордонів та берегів.

## Історія
Вперше Прикордонна служба Польщі була заснована в 1928 році в Другій польській республіці. Вона охороняла північні, західні та південні кордони Польщі: кордони із Німеччиною, Вільним містом Данциг, Чехословаччиною, Румунією, Литвою, Латвією та водний кордон в Балтійському морі. Східний кордон піддавався частим нападам банд, яким допомагав Радянський Союз, тому його охороняв окремий воєнізований підрозділ під назвою Корпус охорони кордону Польщі (пол. Korpus Ochrony Pogranicza). В 1938 році із приєднанням півдня Словаччини та Закарпаття до Угорщини, у Польщі також з'явився кордон із Угорщиною, який теж охороняв Корпус охорони кордону Польщі. Пізніше, із загостренням ситуації, на кожній прикордонній станції був розміщений загін солдатів.
До обов'язків Прикордонної служби Польщі належали: запобігання нелегальному перетину кордону людьми та контрабанді, забезпечення безпеки та громадського порядку в прикордонних територіях, боротьба проти загроз національній безпеці в прикордонних територіях. Прикордонна служба Польщі була воєнізованою службою. Вона підпорядковувалася Міністерству фінансів, Міністерству внутрішніх справ та Міністерству військових справ. Найвищою структурною ланкою служби був Головний штаб (пол. Komenda Glowna), який розташовувався в Варшаві. Іншими ланками в ієрархії були регіональні інспекції, прикордонні інспекції, станції та пости. Прикордонна служба виконувала свої завдання за допомогою патрулювання, прикордонних пропускних пунктів, стеження та розвідки. Служба мала також річковий і морський флот, академію розвідки та Головну школу Прикордонної служби (пол. Centralna Szkola Strazy Granicznej), яка розташовувалась в місті Рава-Руська.
Кожна станція прикордонної служби відповідала приблизно за 20—25 км кордону. Станція підпорядковувались пости першої лінії та пости другої лінії. В 1938 році Прикордонна служба Польщі мала 129 станцій, 419 постів першої лінії, які розташовувались прямо у кордону, та 212 постів другої лінії, які розташовувались трошки вглиб країни.
Прикордонна служба взяла участь в Другій світовій війні, воювавши під керівництвом генерала Валеріана Чуми у складі Сухопутних військ Польщі під час Вторгнення Вермахту до Польщі.
За часів Польської Народної Республіки кордон охороняв військовий підрозділ під назвою Прикордонні війська ПНР (пол. Wojska Ochrony Pogranicza), які були частиною Польської Народної армії. Прикордонні війська в різні періоди підпорядковувались Міністерству внутрішніх справ або Міністерству народної оборони. Сучасна Прикордонна служба Польщі була відновлена в Третій польській республіці як цивільна служба постановою від 12 жовтня 1990 і почала свою роботу 16 травня 1991. Будучи наступником Прикордонних військ ПНР, Прикордонна служба є однією з небагатьох цивільних служб, яка використовує військові звання.
1 травня 2004 року Польща стала членом Європейського Союзу, тому з тих пір Прикордонна служба Польщі охороняє також і зовнішній кордон Європейського Союзу. 21 грудня 2007 року Польща стала частиною Шенгенської зони, тому прикордонний контроль на кордонах із Німеччиною, Чехією та Словаччиною був скасований.

## Регіональні відділи
- Вармінсько-Мазурський відділ (Кентшин)
- Підляський відділ (Білосток)
- Надбужанський відділ (Холм)
- Бешчадський відділ (Перемишль)
- Карпатський відділ (Новий Сонч)
- Сілезький відділ (Катовиці)
- Надоджанський відділ (Кросно-Оджанське)
- Морський відділ (Гданськ)
- Надвісланський відділ (Варшава)

## Галерея

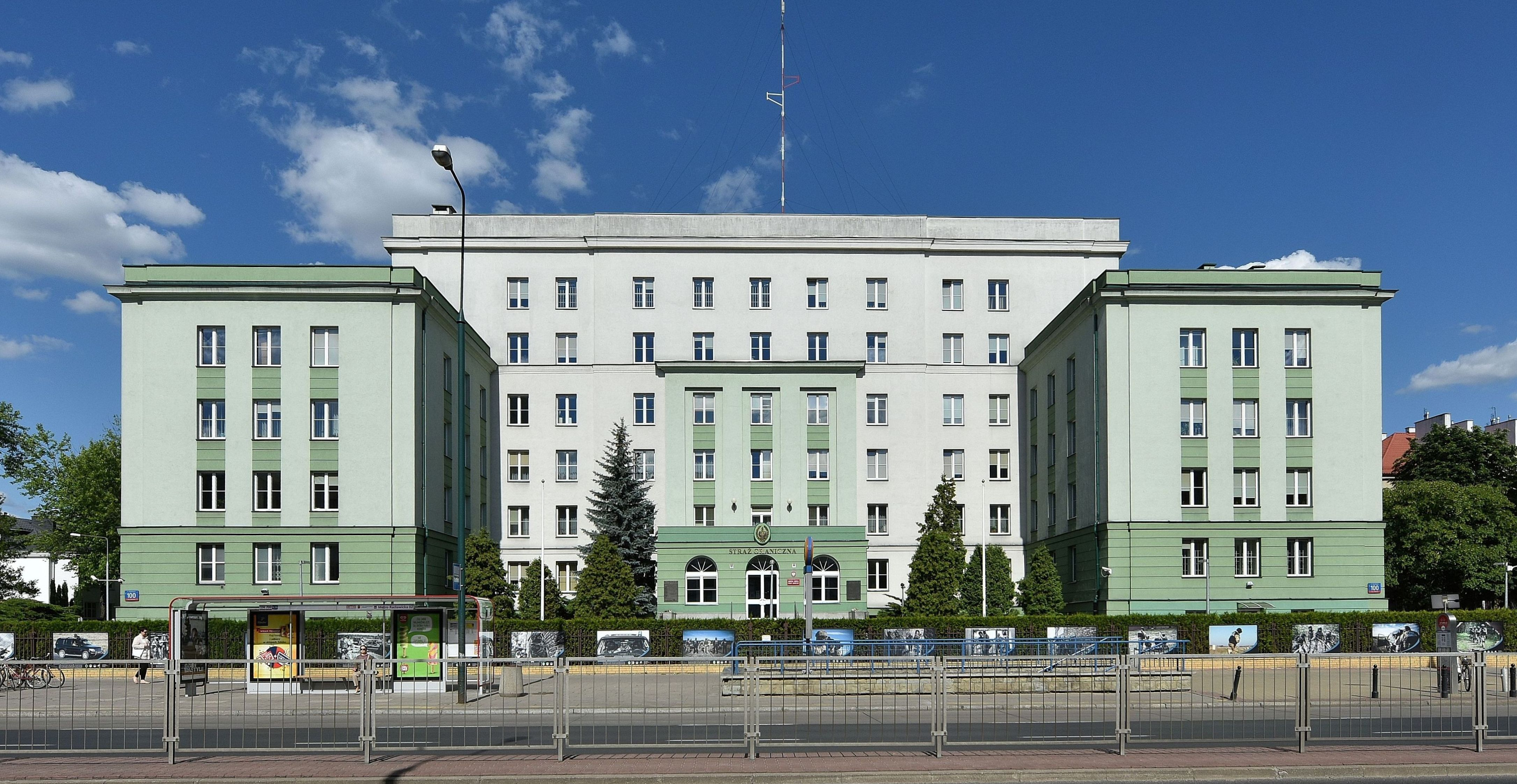
Будівля штаб-квартири Прикордонної сліжби у Варшаві
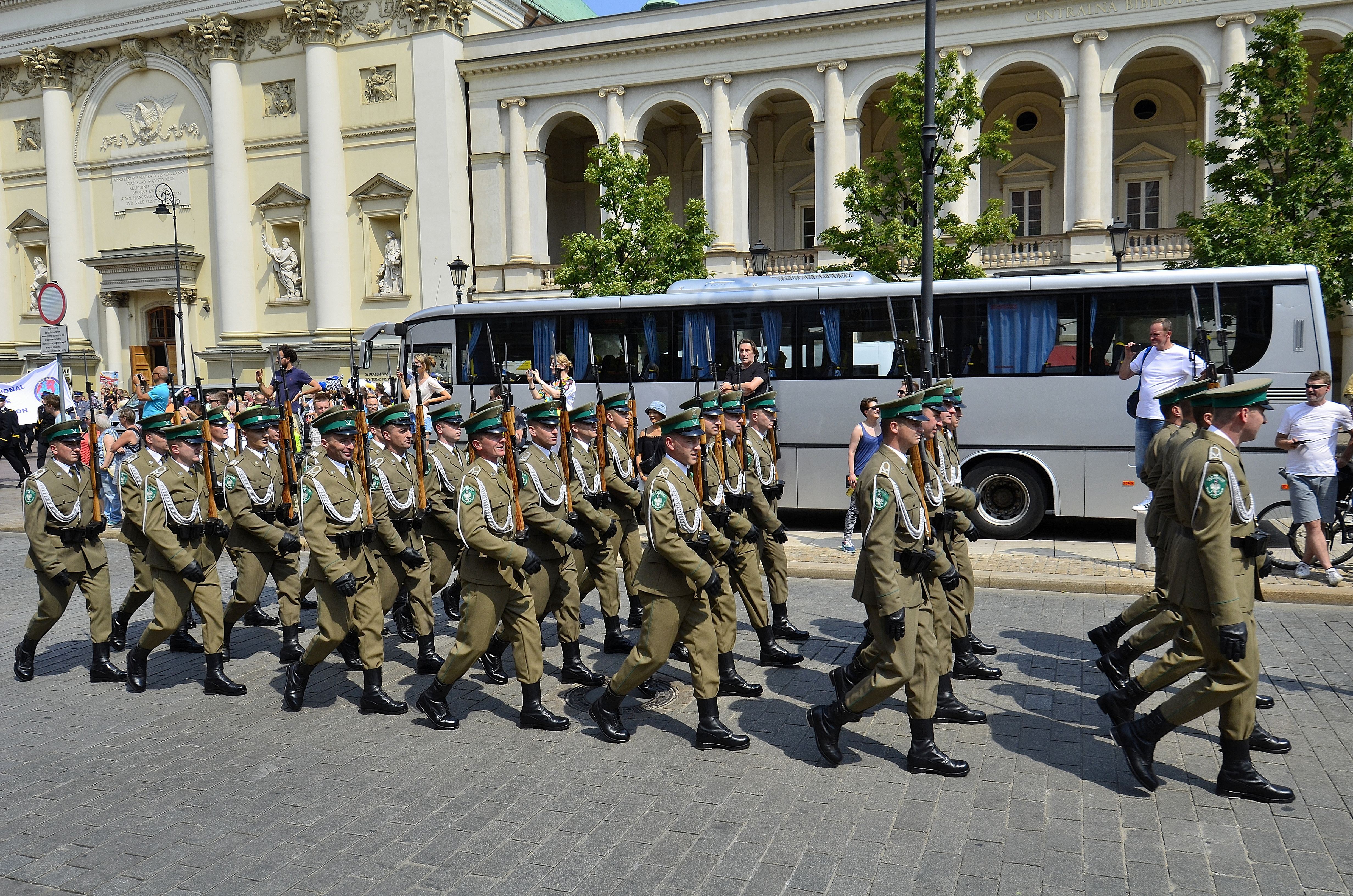
Прикордонники
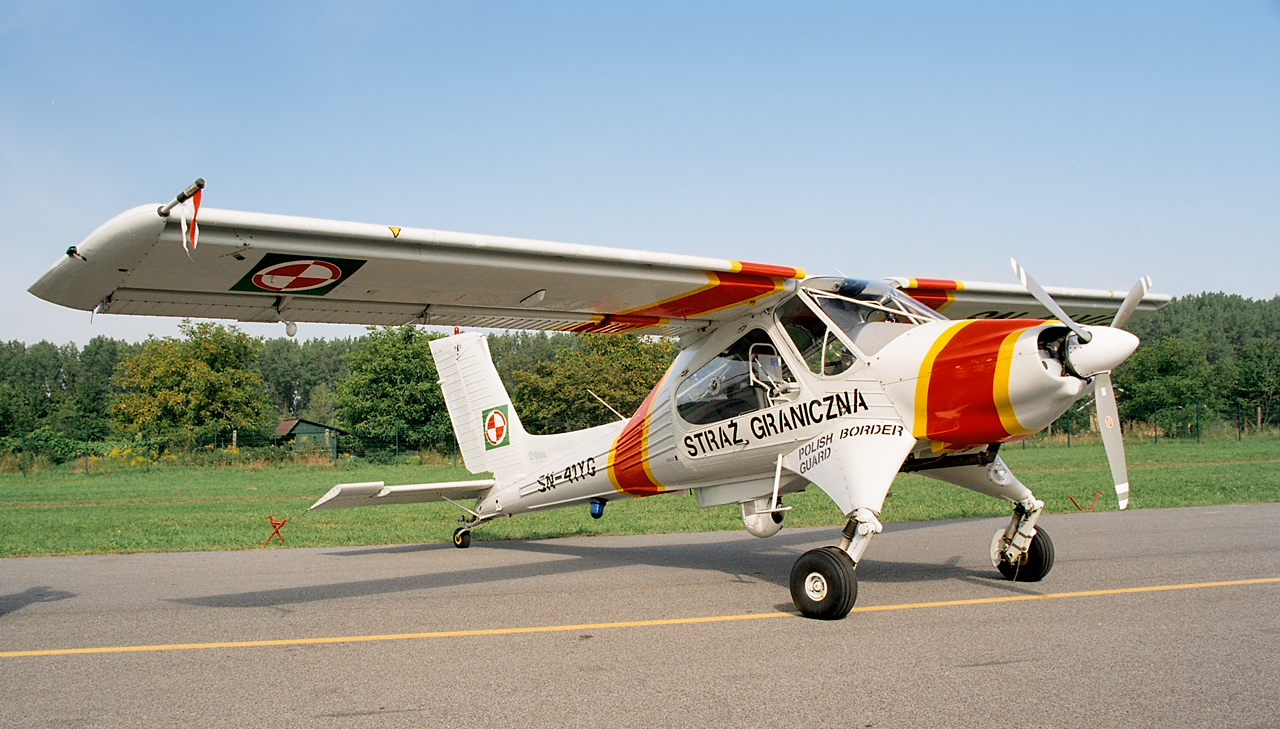
Літак PZL-104M
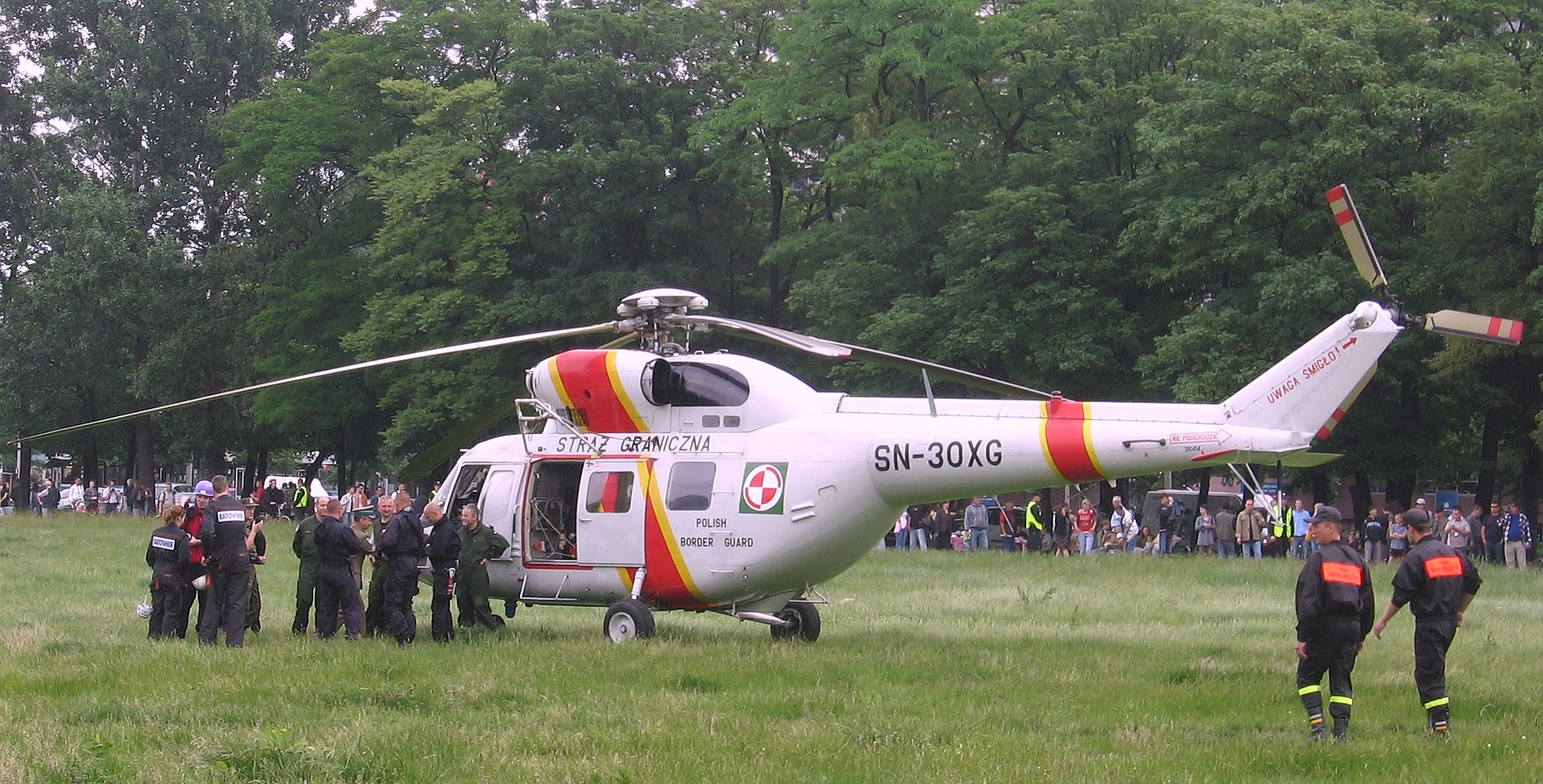
Гелікоптер PZL W-3
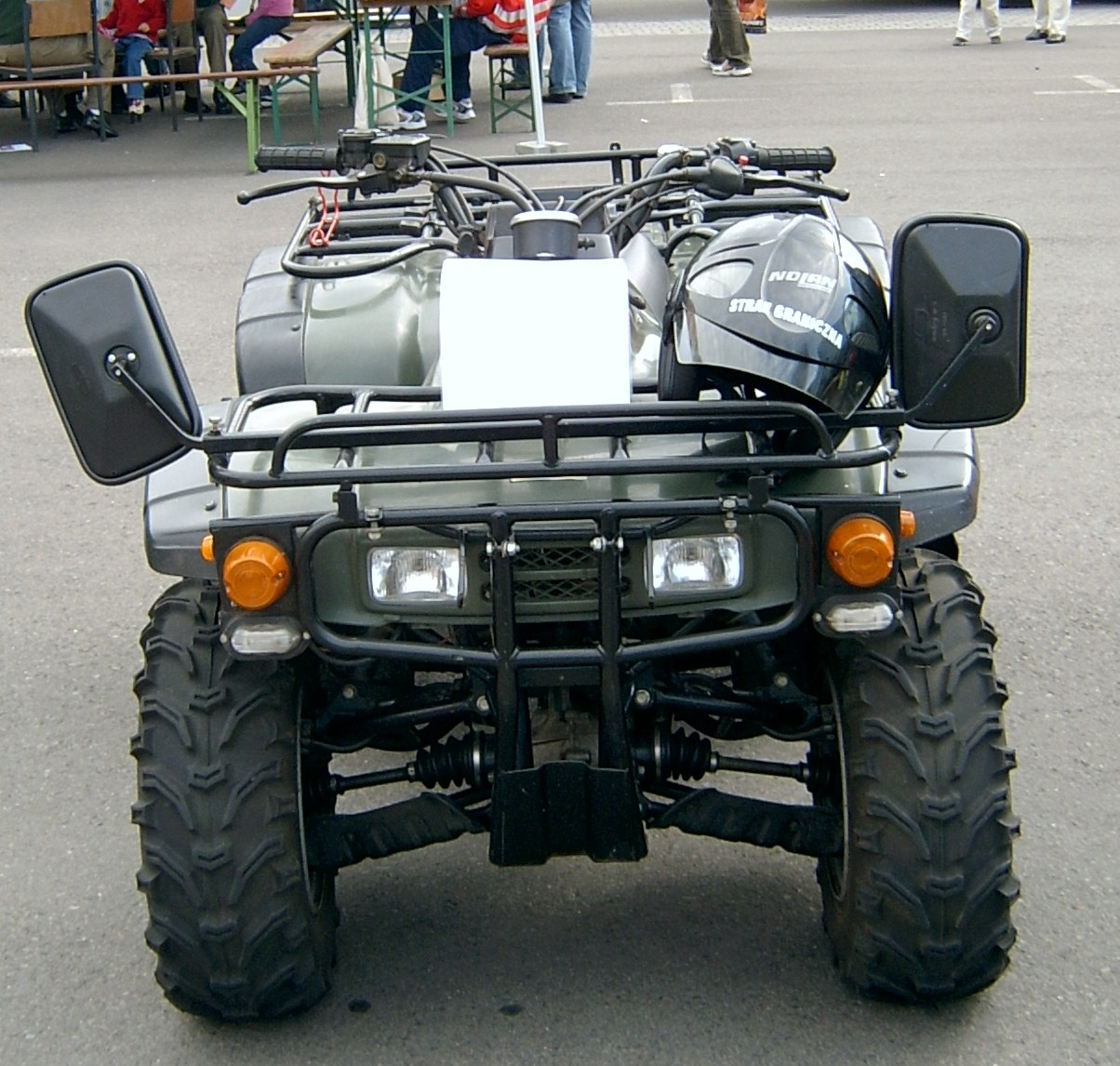
Квадроцикл
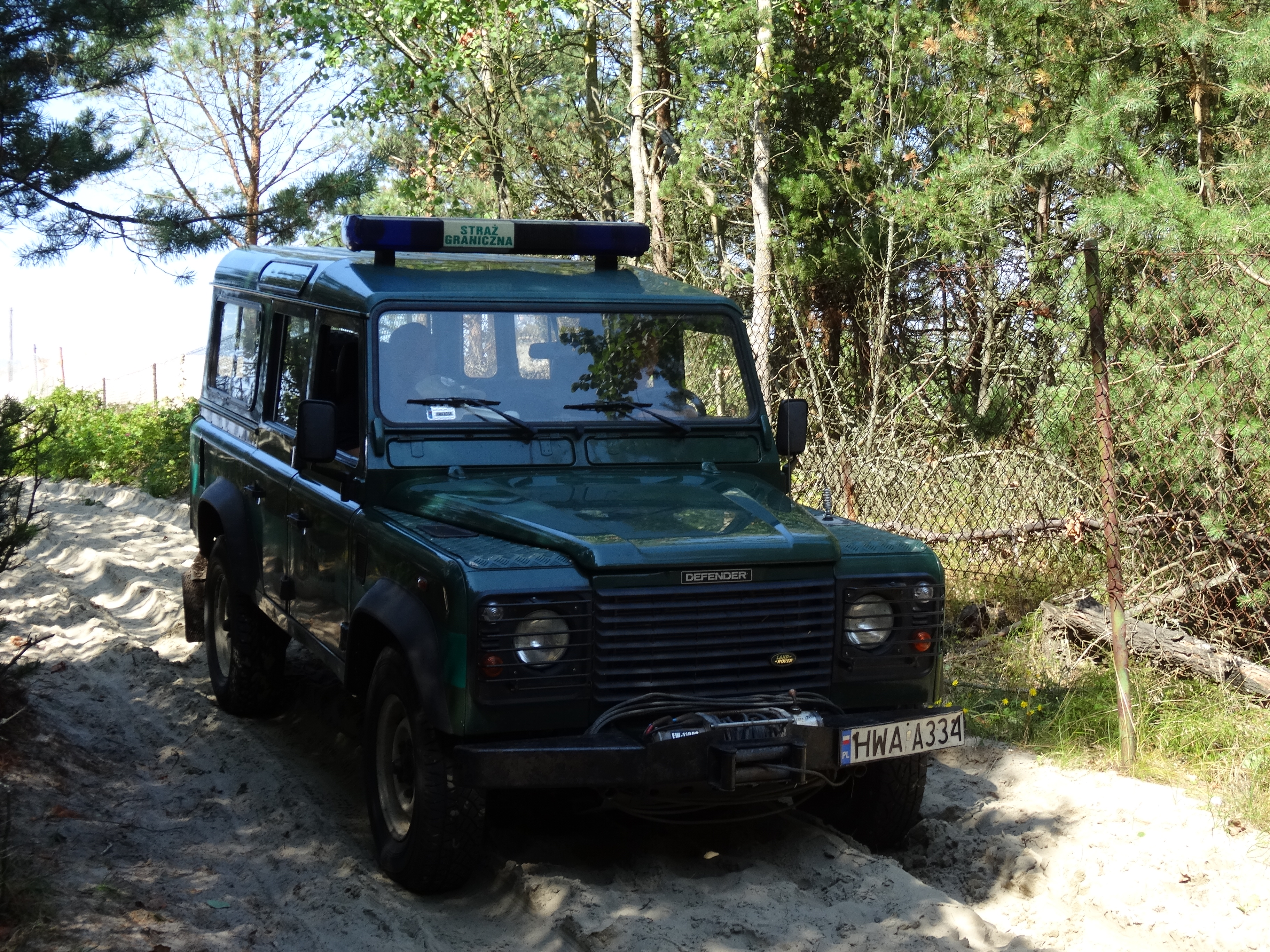
Позашляховик Land Rover Defender
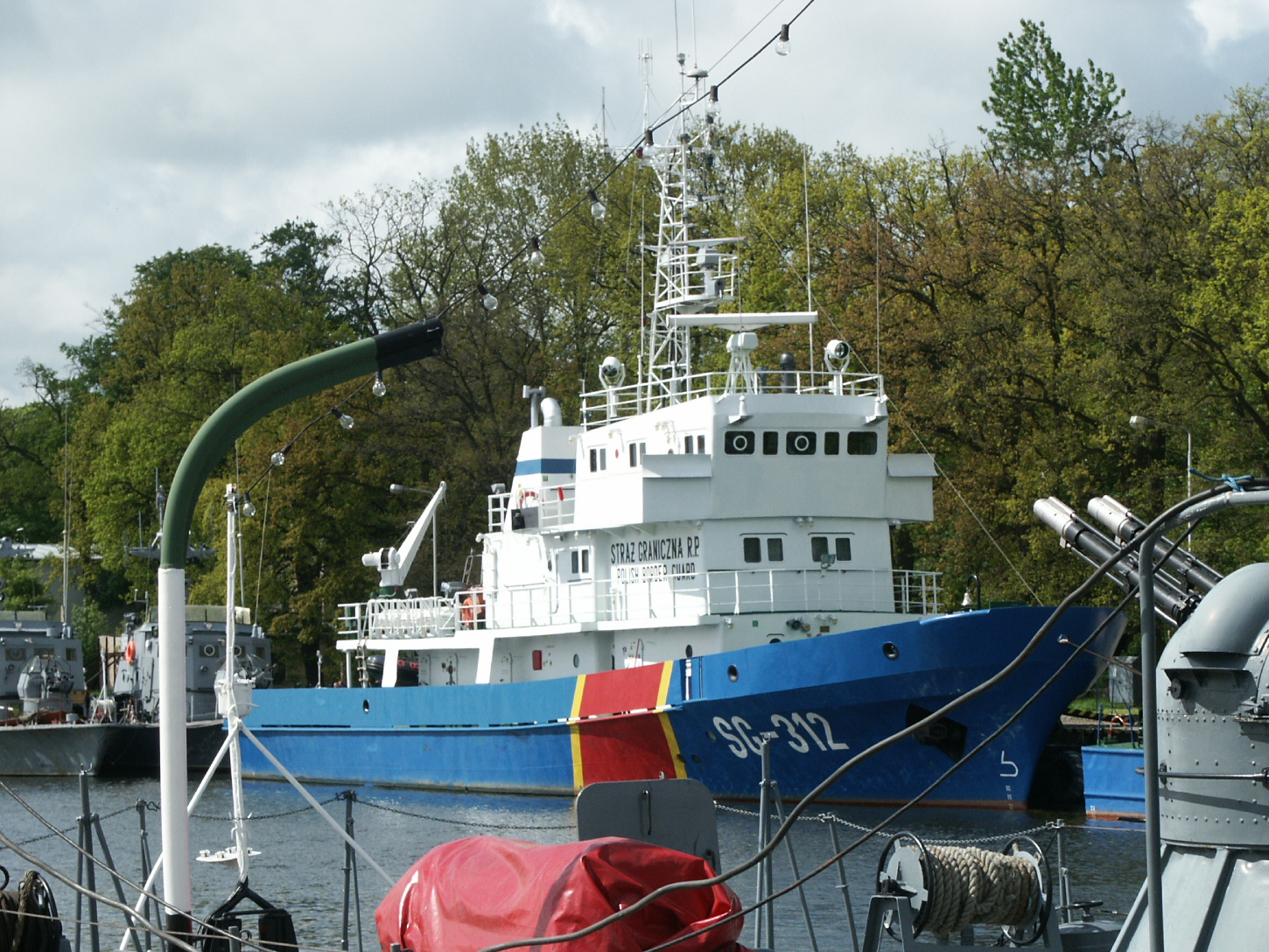
Патрульне судно Kaper-2
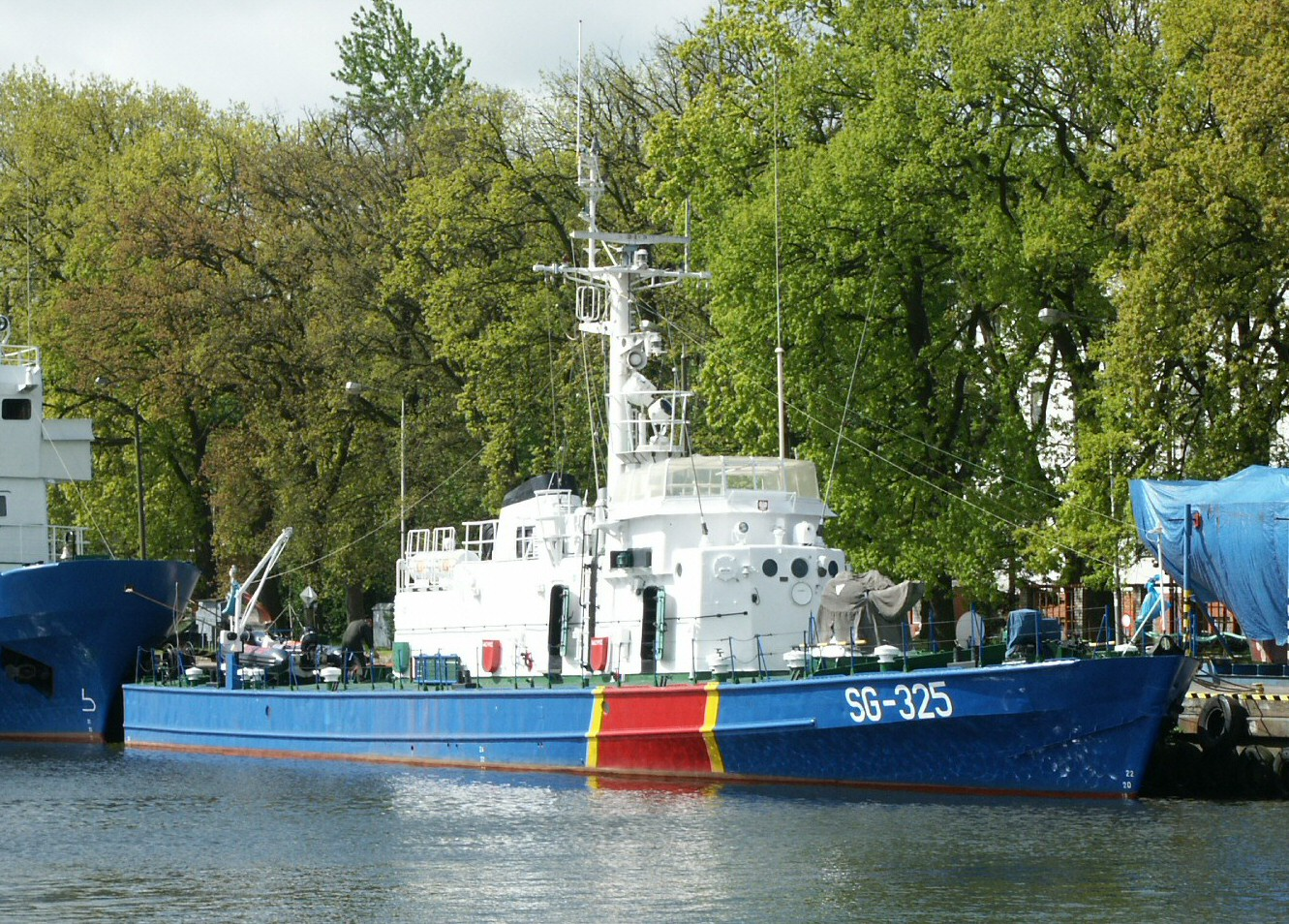
Патрульне судно SG-325
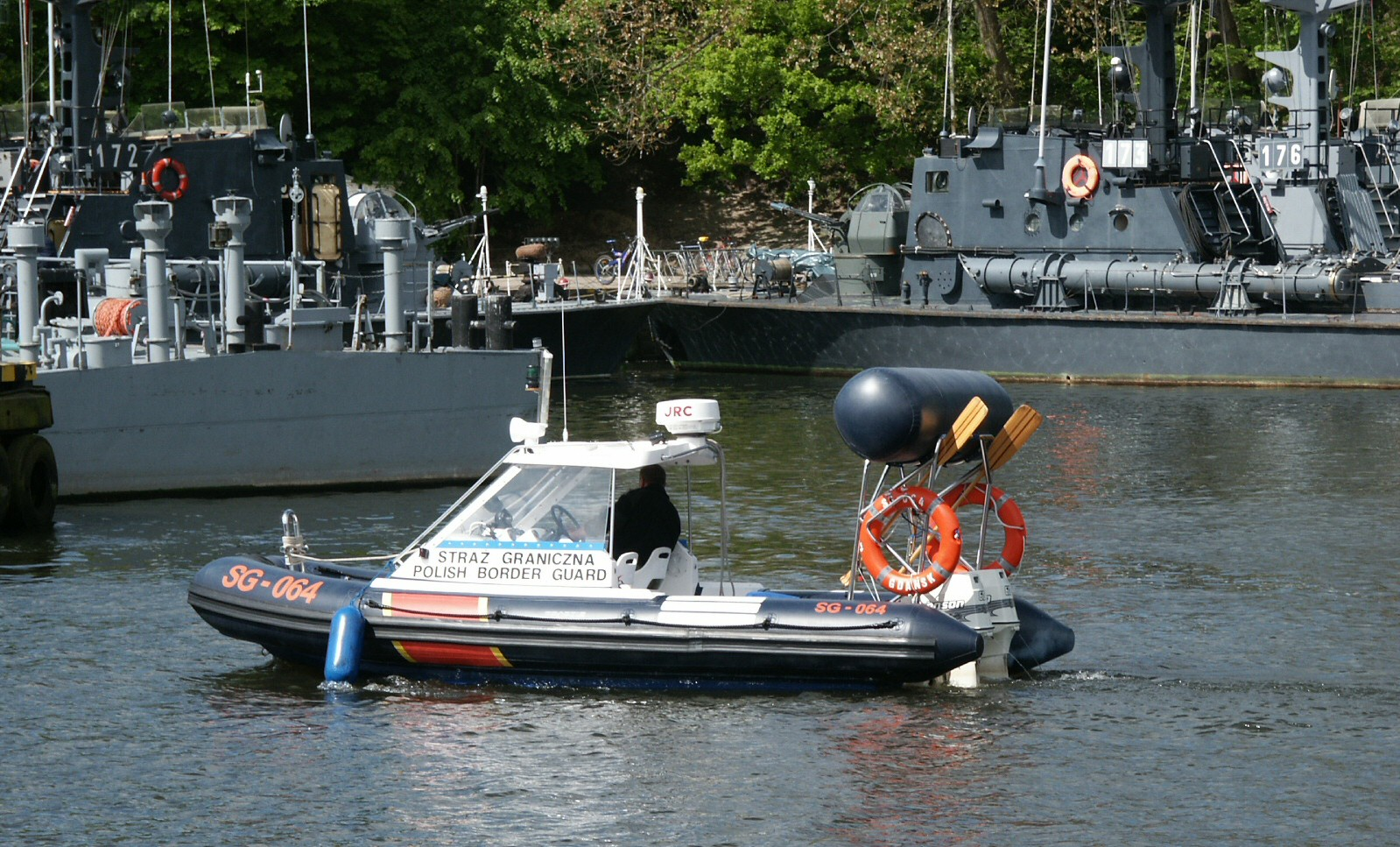
Патрульний човен